# Evoxymetopon macrophthalmus
Evoxymetopon macrophthalmus är en fiskart som beskrevs av Chakraborty, Yoshino och Iwatsuki 2006. Evoxymetopon macrophthalmus ingår i släktet Evoxymetopon och familjen Trichiuridae. Inga underarter finns listade i Catalogue of Life.